# Leon Simioni
Leon Simioni (27 aprile 1999) è un giocatore di football americano svizzero che gioca nel ruolo di runningback per i Winterthur Warriors.